# Велесик Петро Якович
Петро́ Я́кович Веле́сик (нар. 2 січня 1944, село Гута, Костопільський район, Рівненська область) — український поет, журналіст, редактор.

## Життєпис
Навчався у семирічній школі с. Гута, Степанській середній школі, закінчив фізико-математичний факультет Рівненського педінституту, згодом здобув і журналістську освіту. Працював у сарненській, костопільській районних газетах, з 1999 по 2007 рік - головним редактором газети «Вісті Рівненщини». Заслужений журналіст України.

## Творчість
Автор більше трьох десятків книг поезії та прози, які побачили світ у видавництвах Києва, Львова, Рівного. На тексти Петра Велесика написано кілька десятків пісень. Твори поета перекладали на білоруську, російську і тувинську мови.
Лауреат літературної премії імені Валер'яна Поліщука, ім. Світочів, літературної премії ім. Уласа Самчука, Миколи Шакури, Леоніда Куліша-Зіньківа та Григорія Чубая.
Член Національної спілки журналістів України з 1974 року, Національної спілки письменників України з 1993 року.

## Твори
Автор книг поезії та прози:
- «Вербова колиска» (1983)
- «Бурштинова роса» (1991)
- «Сполохані коні» (1991)
- «Сенс нестерпного польоту» (2002)
- "Вибрані твори" (2003)
- «Голуба вуздечка» (2008)
- "Сорочачий ярмарок" (2009)
- "Твори в 2-х томах" (2009-2014)
- "Сіті Пандори" (2010)
- "Лови кажанів" (2011)
- "Поліський фенікс : Гута" (2012)
- "Політ стрижа" (2014)
- "Косить зайчик осоку" (2015)
- "Летовище" (2016)
- "Містраль" (2019)
- "Весняний бунт" (2020)
- "Пташині забави" (2021)
- "Надія" (2023) та ін.